# Museo Nacional de Buyeo

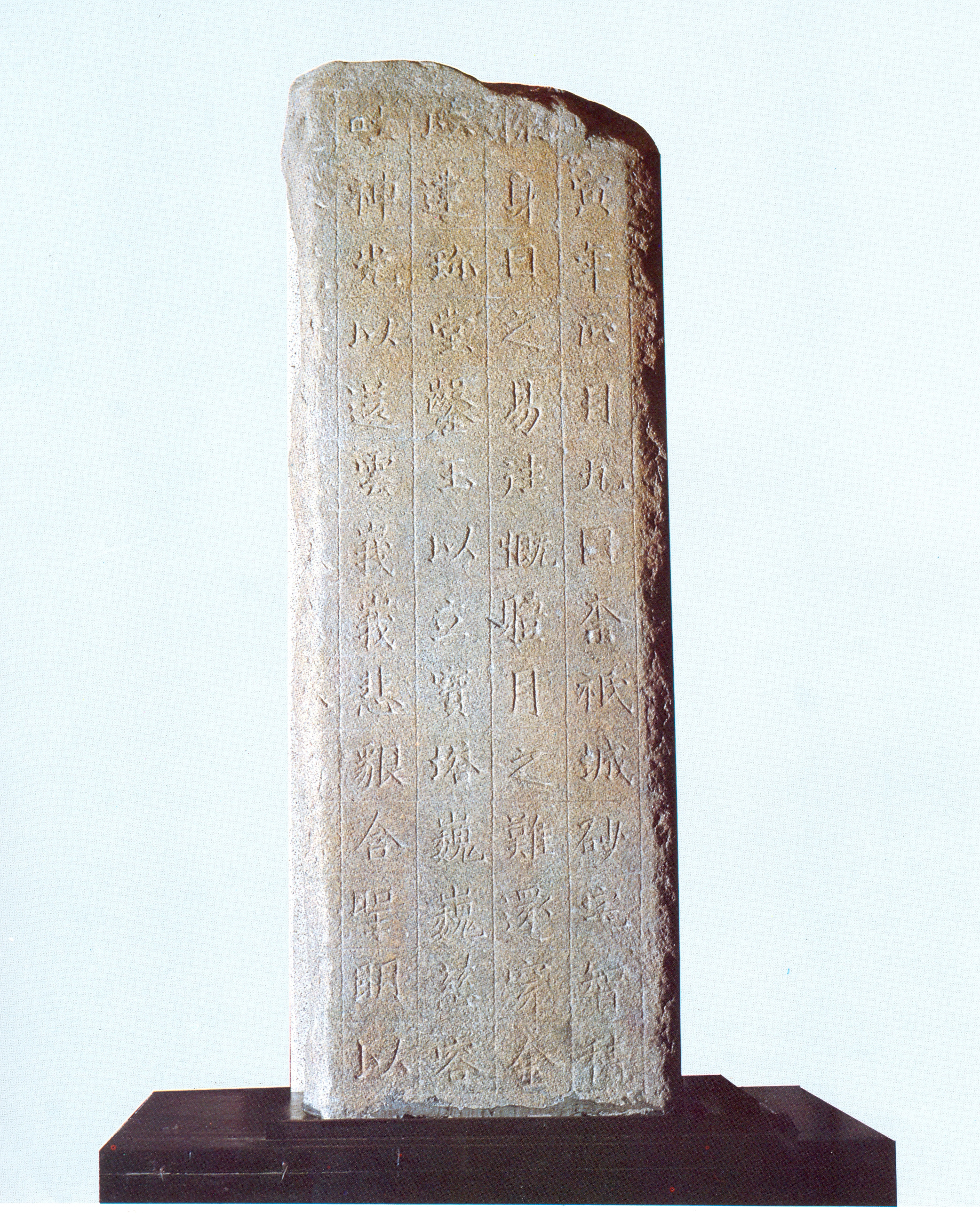
Museo Nacional de Buyeo - Hangul: 국립부여박물관

Museo Nacional de Buyeo (Hangul: 국립부여박물관) es un museo nacional situado en Buyeo, Corea del Sur. Desde Buyeo vez fue la capital del reino Baekje durante el período de Sabi (538-660), el museo está dedicado plenamente a la cultura de Baekje. El museo se estableció por primera vez en 1929, y volvió a abrir en 1993 en la ubicación actual. El museo cuenta con 4 salas de exposición y una exposición al aire libre con un total de cerca de 1.000 reliquias en exhibición.
El "Salón de la Prehistoria" presenta reliquias representativas de la Edad de Bronce y la Edad del Hierro que se encuentran en Buyeo y cercana zona de Chungcheongnam-do. En la "Sala de Historia", la mayor parte de las reliquias exhibidas son los restos de la Sabi Era de Baekje.
Numerosos restos de piedra, como estatuas de Buda y pagodas de piedra se puede encontrar en la zona de exposición al aire libre.
Tesoros Nacionales como el bronce dorado quemador de incienso de Baekje (Tesoro Nacional Número 287), y la Cuenca de piedra de Buyeo (Tesoro Nacional Número 194) también están en exhibición.

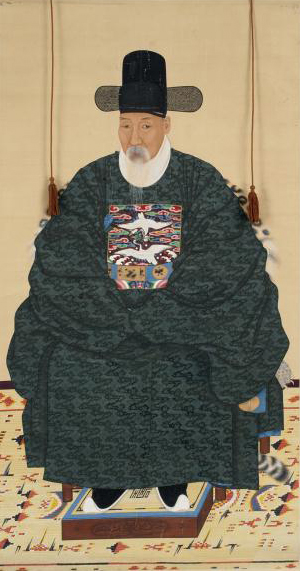
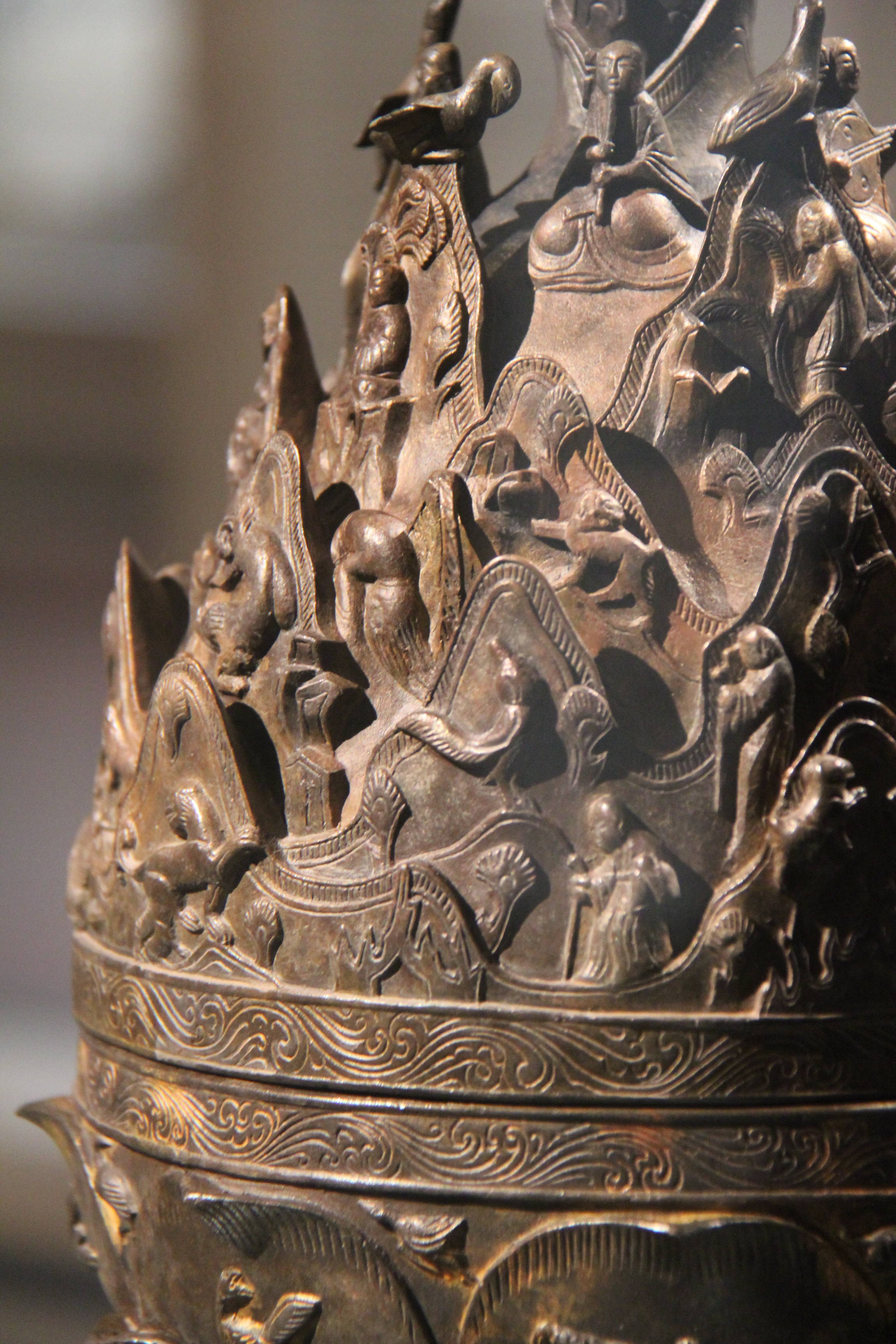
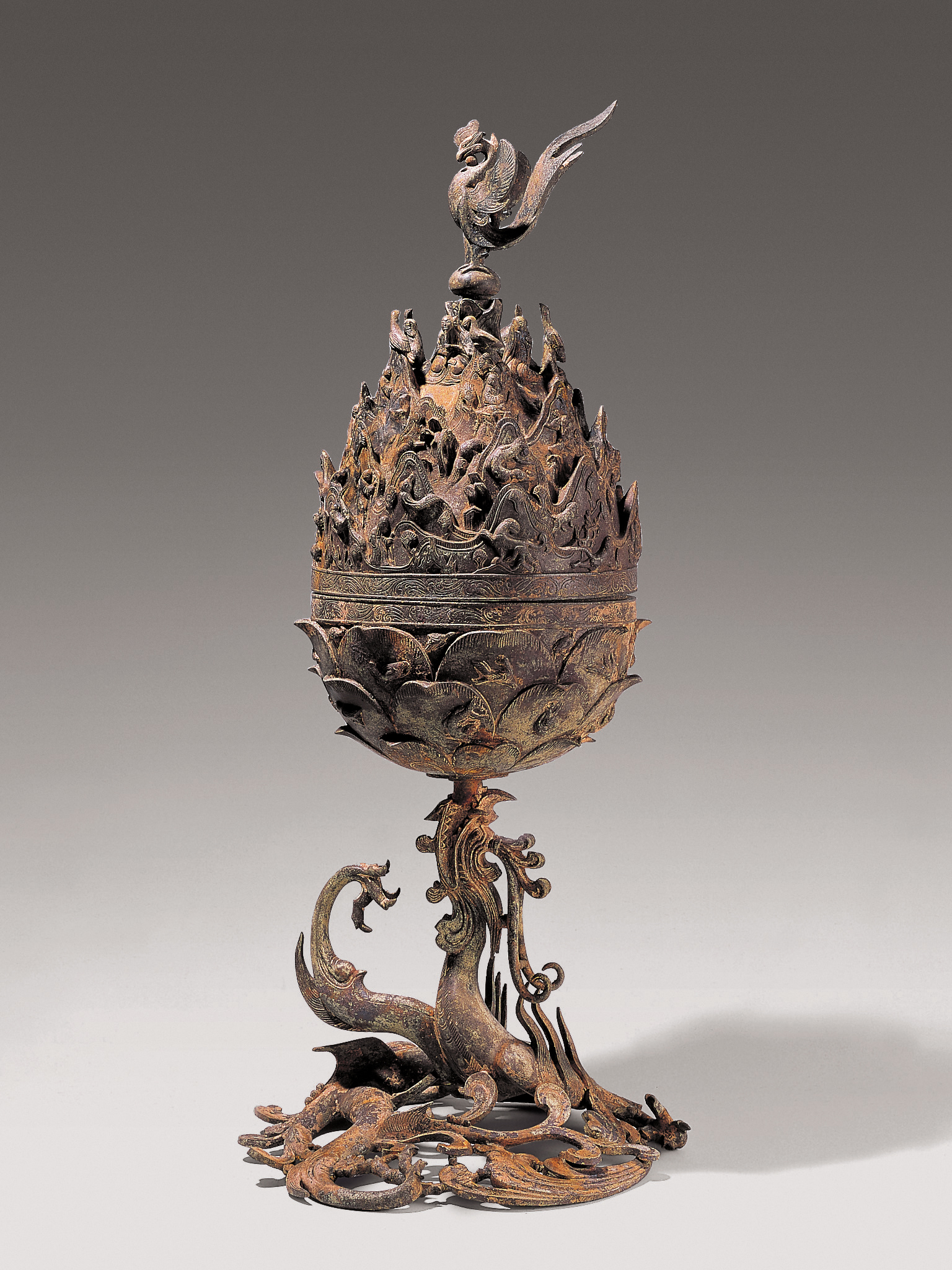